# Shahrestān di Eslamshahr
Lo shahrestān di Eslamshahr (farsi شهرستان اسلام‌شهر) è uno dei 16 shahrestān della provincia di Teheran, il capoluogo è Eslamshahr ed è suddiviso in 2 circoscrizioni (bakhsh): 
- Centrale (بخش مرکزی)
- Chahardangeh (بخش چهاردانگه), con la città di Chahardangeh.